# Грешно дете
„Грешно дете“ је југословенски  ТВ филм из 1976. године. Режирао га је Бранко Плеша, а сценарио су писали Мирко Ковач и Симо Матавуљ

## Улоге
| Глумац                   | Улога  |
| ------------------------ | ------ |
| Зоран Цвијановић         | Алекса |
| Снежана Никшић           |        |
| Петар Краљ               |        |
| Мирко Буловић            |        |
| Дивна Ђоковић            |        |
| Злата Ђуришић            |        |
| Иво Јакшић               |        |
| Душан Мушицки            |        |
| Бранко Плеша             |        |
| Ђорђе Пура               |        |
| Миодраг Радовановић      |        |
| Рамиз Секић              |        |
| Марко Тодоровић          |        |
| Анђелија Веснић          |        |
| Борис Вукањац            |        |
| Милена Булатовић Шијачки |        |